# Heteronarce prabhui
Heteronarce prabhui är en rockeart som beskrevs av Purnesh Kumar Talwar 1981. Heteronarce prabhui ingår i släktet Heteronarce och familjen Narkidae. IUCN kategoriserar arten globalt som otillräckligt studerad. Inga underarter finns listade i Catalogue of Life.